# Egil Roger Olsen
Egil Roger Olsen (n. 22 aprilie 1942), poreclit „Drillo”, este un fost jucător și actual antrenor de fotbal norvegian.
Ca jucător, a activat la cluburi precum Vålerenga I.F., Sarpsborg și Frigg. A fost considerat un jucător îndeajuns de bun pentru echipa naționala a Norvegiei, pentru care a jucat 16 meciuri între anii 1964-1971.
Ca antrenor, a lucrat cu o mulțime de cluburi de la 1972, dar a devenit cu adevărat faimos în perioada 1990-1998, când a antrenat echipa națională a Norvegiei cu mare succes. De fapt, sub conducerea lui, echipa a obținut cele mai bune rezultate care le-a avut vreodată, calificându-se pentru campionatul mondial în 1994 și 1998. Înainte de a antrena echipa națională a Irakului (2007-2008), Egil Olsen a lucrat ca analist pentru echipa Vålerenga I.F. (2006).
De la 1 ianuarie 2009, este din nou antrenorul echipei naționale a Norvegiei.